# Canoeing tại Đại hội Thể thao Đông Nam Á 2021
Canoeing tại Đại hội Thể thao Đông Nam Á 2021 được tổ chức từ ngày 17 đến 21 tháng 05 năm 2022 tại Hải Phòng, Việt Nam.

## Địa điểm
Canoeing tại Đại hội Thể thao Đông Nam Á 2021 được tổ chức tại Trung tâm Huấn luyện Đua thuyền Hải Phòng ở Hải Phòng, Việt Nam.
| Hải Phòng                                 |
| ----------------------------------------- |
| Trung tâm Huấn luyện Đua thuyền Hải Phòng |
| Sức chứa: 2,500                           |

## Nội dung thi đấu
| Thứ tự | Kí hiệu nội dung | Tên nội dung           | Nam | Nữ |
| ------ | ---------------- | ---------------------- | --- | -- |
| 1      | 200C1            | Thuyền đơn Canoe 200m  |     | ✔  |
| 2      | 200C4            | Thuyền bốn Canoe 200m  |     | ✔  |
| 3      | 500C1            | Thuyền đơn Canoe 500m  |     | ✔  |
| 4      | 500C2            | Thuyền đôi Canoe 500m  |     | ✔  |
| 5      | 500C4            | Thuyền bốn Canoe 500m  | ✔   | ✔  |
| 6      | 1000C1           | Thuyền đơn Canoe 1000m |     | ✔  |
| 7      | 1000C2           | Thuyền đôi Canoe 1000m | ✔   | ✔  |
| 8      | 1000C4           | Thuyền bốn Canoe 1000m | ✔   | ✔  |
| 9      | 500K2            | Thuyền đôi Kayak 500m  |     | ✔  |
| 10     | 500K4            | Thuyền bốn Kayak 500m  | ✔   | ✔  |
| 11     | 1000K1           | Thuyền đơn Kayak 1000m | ✔   |    |
| 12     | 1000K2           | Thuyền đôi Kayak 1000m | ✔   | ✔  |
| 13     | 1000K4           | Thuyền bốn Kayak 1000m | ✔   | ✔  |

## Thể thức thi đấu
Đường đua: Đường đua sẽ có 6 làn đua với ba (03) cự ly: 1000m, 500m và 200m, độ rộng tối thiểu của các làn đua là 09m. 
Hệ thống đấu loại: Nếu số lượng đội đua tham dự trên các nội dung thi đấu vượt quá số lượng đường đua do BTC sắp xếp, sẽ tiến hành thi đấu vòng loại để xác định các đội vào chung kết. Hệ thống thi đấu vòng loại này sẽ được áp dụng theo quy định tại Luật thi đấu vòng loại ICF.
Bốc thăm thi đấu: Việc phân bổ đường đua cho các đội tại các vòng đấu loại, hoặc các đợt chung kết trực tiếp sẽ được tổ chức theo hình thức bốc thăm ngẫu nhiên tại cuộc họp lãnh đội. 
Các vòng đấu: Nếu các nội dung có từ ba (03) đến sáu (06) thuyền đăng ký thi đấu, nội dung đó sẽ tổ chức thi chung kết trực tiếp. 
Nếu có từ sáu (07) đến mười hai (12) thuyền đăng ký thi đấu, sẽ có hai đợt 11 đấu loại, một đợt bán kết và chung kết.

## Chương trình thi đấu
| Ngày       | Giờ           | Nội dung                                                    |
| ---------- | ------------- | ----------------------------------------------------------- |
| 17/05/2022 | 09h30 - 15h00 | Đấu loại các nội dung 1000m Chung kết một số nội dung 1000m |
| 17/05/2022 | 15h20 - 17:00 | Trao huy chương                                             |
| 18/05/2022 | 09h30 - 15h00 | Chung kết các nội dung 1000m                                |
| 18/05/2022 | 15h20 - 17:00 | Trao huy chương                                             |
| 19/05/2022 | 10h00 - 14h30 | Đấu loại nội dung 500m                                      |
| 20/05/2022 | 09h30 - 14h30 | Chung kết các nội dung 1000m                                |
| 20/05/2022 | 14h50 - 15h50 | Trao huy chương                                             |
| 21/05/2022 | 09h30 - 11h00 | Đấu loại nội dung 200m                                      |
| 21/05/2022 | 11h30 - 12h00 | Chung kết nội dung 200m                                     |
| 21/05/2022 | 12h15 - 12h45 | Trao huy chương 200m                                        |
| 21/05/2022 | 12h45 - 13h15 | Chung kết nội dung 500m còn lại                             |
| 21/05/2022 | 13h30 - 14h30 | Trao huy chương nội dung 500m                               |

(Ghi chú: Lịch thi đấu có thể thay đổi sau khi họp lãnh đội và bốc thăm thi đấu).

## Bảng huy chương
| Hạng               | Đoàn               | Vàng | Bạc | Đồng | Tổng số |
| ------------------ | ------------------ | ---- | --- | ---- | ------- |
| 1                  | Việt Nam           | 8    | 4   | 2    | 14      |
| 2                  | Indonesia          | 6    | 8   | 3    | 17      |
| 3                  | Thái Lan           | 3    | 6   | 6    | 15      |
| 4                  | Singapore          | 2    | 0   | 1    | 3       |
| 5                  | Myanmar            | 0    | 1   | 6    | 7       |
| 6                  | Philippines        | 0    | 0   | 1    | 1       |
| Tổng số (6 đơn vị) | Tổng số (6 đơn vị) | 19   | 19  | 19   | 57      |

## Danh sách huy chương

### Nam
| Nội dung   | Vàng                                                                              | Bạc                                                                                                | Đồng                                                                                      |
| ---------- | --------------------------------------------------------------------------------- | -------------------------------------------------------------------------------------------------- | ----------------------------------------------------------------------------------------- |
| C-2 1000 m | Việt Nam · Phạm Hồng Quân · Hiền Nam                                              | Thái Lan · Piyawat Chaithong · Pitpiboon Mahawattanangkul                                          | Philippines · Hermie Macaranas Salazar · Ojay Fuentes Franzuela                           |
| C-4 500 m  | Indonesia · Anwar Tarra · Dedi Saputra · Sofiyanto · Yuda Firmansyah              | Thái Lan · Mongkhonchai Sisong · Wittaya Hongkaeo · Piyawat Chaithong · Pitpiboon Mahawattanangkul | Myanmar · Myo Hlaing Win · Min Naing · Thant Zin Oo · Win Htike                           |
| C-4 1000 m | Việt Nam · Phạm Hồng Quân · Hiền Nam · Trần Thanh · Nguyễn Quốc Toản              | Indonesia · Sofiyanto · Dedi Saputra · Muhammad Burhan · Muhamad Yunus Rustandi                    | Myanmar · Min Naing · Thant Zin Oo · Sai Min Wai · Win Htike                              |
| K-1 1000 m | Lucas Teo · Singapore                                                             | Maizir Riyondra · Indonesia                                                                        | Methasit Sitthipharat · Thái Lan                                                          |
| K-2 1000 m | Singapore · Brandon Ooi · Lucas Teo                                               | Indonesia · Indra Hidayat · Irwan                                                                  | Myanmar · Htet Wai Lwin · Myint Ko Ko                                                     |
| K-4 500 m  | Indonesia · Andri Agus Mulyana · Joko Andriyanto · Mugi Harjito · Maizir Riyondra | Thái Lan · Aphisit Thamom · Methasit Sitthipharat · Praison Buasamrong · Aditep Srichart           | Singapore · Jovi Jayden Kalaichelvan · Daniel Koh Teck Wai · Pan Chongchang · Brandon Ooi |
| K-4 1000 m | Indonesia · Tri Wahyu Buwono · Andri Agus Mulyana · Joko Andriyanto · Sutrisno    | Myanmar · Tun Min Thant · Htet Wai Lwin · Myint Ko Ko · Saw Moe Aung                               | Việt Nam · Trần Văn Vũ · Trần Văn Danh · Tống Hoàng Nam · Võ Duy Thanh                    |

### Nữ
| Nội dung   | Vàng                                                                                       | Bạc                                                                                         | Đồng                                                                                             |
| ---------- | ------------------------------------------------------------------------------------------ | ------------------------------------------------------------------------------------------- | ------------------------------------------------------------------------------------------------ |
| C-1 200 m  | Nguyễn Thị Hương · Việt Nam                                                                | Orasa Thiangkathok · Thái Lan                                                               | Thet Phyo Naing · Myanmar                                                                        |
| C-1 500 m  | Nguyễn Thị Hương · Việt Nam                                                                | Riska Andriyani · Indonesia                                                                 | Orasa Thiangkathok · Thái Lan                                                                    |
| C-1 1000 m | Nguyễn Thị Hương · Việt Nam                                                                | Riska Andriyani · Indonesia                                                                 | Thet Phyo Naing · Myanmar                                                                        |
| C-2 500 m  | Thái Lan · Aphinya Sroichit · Orasa Thiangkathok                                           | Indonesia · Dayumin · Nur Meni                                                              | Việt Nam · Trương Thị Phương · Nguyễn Thị Tuyết                                                  |
| C-2 1000 m | Việt Nam · Trương Thị Phương · Nguyễn Thị Ngân                                             | Thái Lan · Kawalin Takhianram · Aphinya Sroichit                                            | Indonesia · Devita Safitri · Reski Wahyuni                                                       |
| C-4 200 m  | Indonesia · Sella Monim · Riska Andriyani · Dayumin · Nur Meni                             | Thái Lan · Paweena Kamchon · Aphinya Sroichit · Orasa Thiangkathok · Suthimon Chuea Thamdee | Myanmar · Moe Ma Ma · Myint Myint Soe · Su Wai Phyo · Thet Phyo Naing                            |
| C-4 500 m  | Việt Nam · Nguyễn Thị Hương · Trương Thị Phương · Nguyễn Thị Ngân · Diệp Thị Hương         | Indonesia · Sella Monim · Riska Andriyani · Dayumin · Nur Meni                              | Thái Lan · Paweena Kamchon · Nootchanat Thoongpong · Kewalin Takhianram · Suthimon Chuea Thamdee |
| C-4 1000 m | Việt Nam · Nguyễn Thị Hương · Trương Thị Phương · Nguyễn Thị Tuyết · Diệp Thị Hương        | Indonesia · Sella Monim · Ratih · Dayumin · Nur Meni                                        | Thái Lan · Paweena Kamchon · Aphinya Sroichit · Orasa Thiangkathok · Suthimon Chuea Thamdee      |
| K-2 500 m  | Indonesia · Stevani Maysche Ibo · Raudani Fitra                                            | Việt Nam · Đỗ Thị Thanh Thảo · Đinh Thị Trang                                               | Thái Lan · Panwad Thongnim · Kantida Nurun                                                       |
| K-2 1000 m | Thái Lan · Pornnapphan Phuangmaiming · Kantida Nurun                                       | Việt Nam · Đỗ Thị Thanh Thảo · Đinh Thị Trang                                               | Indonesia · Cinta Priendtisca Nayomi · Raudani Fitra                                             |
| K-4 500 m  | Indonesia · Stevani Maysche Ibo · Ana Rahayu · Raudani Fitra · Cinta Priendtisca Nayom     | Việt Nam · Đỗ Thị Thanh Thảo · Ngô Phương Thảo · Lương Thị Dung · Ngô Thị Thu Hiền          | Thái Lan · Suthasinee Autnun · Panwad Thongnim · Pornnapphan Phuangmaiming · Kantida Nurun       |
| K-4 1000 m | Thái Lan · Suthasinee Autnun · Panwad Thongnim · Pornnapphan Phuangmaiming · Kantida Nurun | Việt Nam · Đỗ Thị Thanh Thảo · Đinh Thị Trang · Ngô Phương Thảo · Nguyễn Thị Thanh Mai      | Indonesia · Raudani Fitra · Cinta Priendtisca Nayomi · Stevani Maysche Ibo · Ana Rahayu          |